# Achonry
Achonry (iriska: Achadh Conaire) är en ort i grevskapet Sligo på ön Irland. Trakten (townland) Achonry hade 164 invånare vid folkräkningen 2016.